# Leopold Gernhardt
Leopold Gernhardt (16 de marzo de 1920 - 18 de abril de 2013) fue un jugador de fútbol profesional y entrenador austríaco que jugaba en la demarcación de centrocampista.

## Biografía
Leopold Gernhardt debutó como jugador de fútbol profesional en 1939 a los 19 años de edad con el Rapid Viena, equipo en el que permaneció durante toda su carrera futbolística, un total de 16 temporadas y 208 partidos, marcando en 53 ocasiones. Consiguió siete Bundesligas, una Copa de Austria y una Copa Mitropa. Además fue convocado con la selección de fútbol de Austria un total de 27 veces, jugando su último partido como internacional en marzo de 1952 contra la selección de fútbol de Bélgica, con un resultado de 2-0 a favor de la selección austríaca. Tras retirarse como futbolista se dedicó a ser entrenador de fútbol, debutando el mismo año en el que se retiró y con el equipo con el que colgó las botas. Tras entrenar al Rapid Viena entrenó a FC Admira Wacker Mödling, First Vienna FC, FC Lustenau 07 y FC Kärnten.
Falleció el 18 de abril de 2013 a los 93 años de edad.

## Clubes

### Como jugador
| Club        | País    | Año         |
| ----------- | ------- | ----------- |
| Rapid Viena | Austria | 1939 - 1955 |

### Como entrenador
| Club                     | País    | Año         |
| ------------------------ | ------- | ----------- |
| Rapid Viena              | Austria | 1955        |
| FC Admira Wacker Mödling | Austria | 1958        |
| First Vienna FC          | Austria | 1960 - 1962 |
| FC Lustenau 07           | Austria | 1962 - 1963 |
| FC Kärnten               | Austria | 1963 - 1964 |